# Ricky Saward
Ricky Saward (* 10. Januar 1989 in Borken) ist ein deutscher Koch.

## Werdegang
Saward ist der Sohn einer Waliserin und eines Westfalen. Nach der Ausbildung wechselte Saward zu Hilton und arbeitete in Filialen in Wien und Sydney sowie in Merediths Restaurant in Auckland. Dann ging er nach Frankfurt am Main und kochte im Hotel Kameha Suite, im Restaurant Opéra, im Chairs und in der Villa Merton (ein Michelinstern).
Im Februar 2018 wurde er Küchenchef als Nachfolger von Jan Hoffmann im vegetarischen Restaurant Seven Swans (ein Michelinstern). Das Restaurant wurde nach einem Gemälde von Dennis Rudolph benannt. 2019 stellte Saward auf vegan um. Das Restaurant mit 18 Sitzplätzen verzichtet auf Servicepersonal, die Köche servieren; es gibt auch keine Speisekarte. Er kocht streng regional, also auch ohne Gewürze, Kaffee und Schokolade. Statt mit Zitronen säuert er mit Rheingauer Verjus, eigenem Tomatenessig oder Zierquitten.
Saward ist verheiratet und hat ein Kind.

## Auszeichnungen
- 2018: Ein Stern im Guide Michelin 2019[5]
- 2019: Grüner Michelinstern[2]
- 2020: Gastronomiekonzept des Jahres, Rolling Pin Awards
- 2024: Top10 Nächste Generation, Gusto
- 2025: Aufsteiger des Jahres, Gusto

## Filmografie
- 2019: Plan B: Ackern für die Zukunft (ZDF)
- 2019: Vegetarisch mit Stern "Seven Swans" (DW)
- 2021: The Taste Staffel 9 – Gastjuror der Folge 7, vegan (The Taste, Sat.1)
- 2022: Kitchen Impossible Staffel 7, Folge 1: Originalkoch für Björn Swanson (Kitchen Impossible/Staffel 7)